# Raymond Basset
Pour les articles homonymes, voir Basset.
Raymond Basset (Chalon-sur-Saône, 2 juillet 1908 - mort à Chessy-les-Mines le 10 septembre 1984) est un militaire français, Compagnon de la Libération.

## Biographie
Le 16 août 1943, il est une parachuté près de Pionsat avec André Jarrot. Dans la nuit du 7 au 8 novembre 1943, ils sont parachutés à Cormatin.
Raymond Basset, alias "Commandant Mary", est un acteur majeur de la libération de Lyon en 1944. Il est un des deux Châlonais et un des douze saboteurs compagnons de la Libération.

## Décorations
- Grand officier de la Légion d'honneur
- Compagnon de la Libération - décret du 16 juin 1944
- Grand officier de l'ordre national du Mérite
- Croix de guerre 1939–1945 (10 citations)
- Médaille de la Résistance française avec rosette
- Médaille des évadés
- Médaille commémorative des services volontaires dans la France libre
- Ordre du Service distingué (GB)
- Croix militaire (GB)
- Croix de guerre (Belgique)
- Médaille de la Résistance avec rosette (Belgique)